# Ruaha-Nationalpark
Der Ruaha-Nationalpark ist ein großer, in Zentral-Tansania gelegener Nationalpark. Seit einer Erweiterung im Jahr 2008 übertrifft er mit einer Fläche von etwa 20.226 km² in der Größe sogar den Serengeti-Nationalpark und ist damit einer der größten Nationalparks in Tansania und im gesamten östlichen Afrika.
Der Name des Parks leitet sich vom Fluss Ruaha ab, der die südöstliche Parkbegrenzung bildet und an dem entlang die besten Straßen durch das Reservat verlaufen. Den Park selbst erreicht man am besten per Auto von Iringa aus oder per Flugzeug; in Msembe, dem Basislager des Parks, befindet sich eine Flugpiste.

## Geografie
Der Park befindet sich 128 Kilometer westlich von Iringa und ist Teil eines ausgedehnteren Ökosystems, das auch das Rungwa- und das Usangu-Wildreservat sowie weitere geschützte Gebiete umfasst.

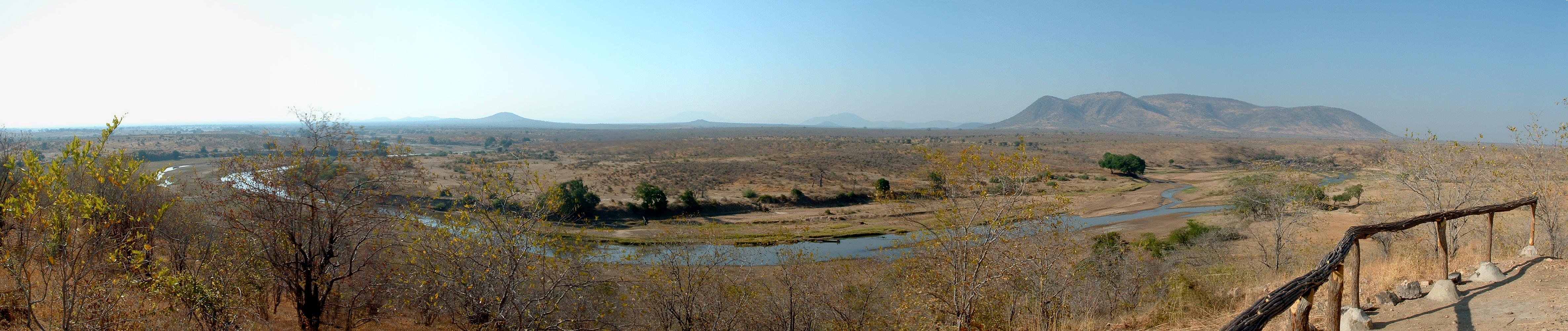
Panoramablick über den Ruaha

Seine Nördliche Grenze wird von dem Fluss Njombe von seiner Quelle bis kurz vor der Mündung gebildet. Die südliche Grenze des Parks wird durch den Fluss Ruaha gebildet, dessen Verlauf sich allerdings die meiste Zeit innerhalb des Parks befindet.

## Geschichte
Die Einrichtung eines Nationalparks in diesem Gebiet wurde erstmals 1949 vom dienstältesten Wildhüter in Mbeya, George Rushby, angesprochen. 1951 gab dann die britische Verwaltung des damaligen Tanganjikas bekannt, das im Nordwesten anschließende Rungwa-Wildreservat auf das heutige Gebiet des Parks auszudehnen. In der Folge wurde die angestammte Bevölkerung des neu geschützten Gebiets gezwungen, ihre Heimat zu verlassen. Seit der Trennung vom Rungwa-Wildreservat im Jahre 1964 hat der heutige Park den Status eines Nationalparks inne. 

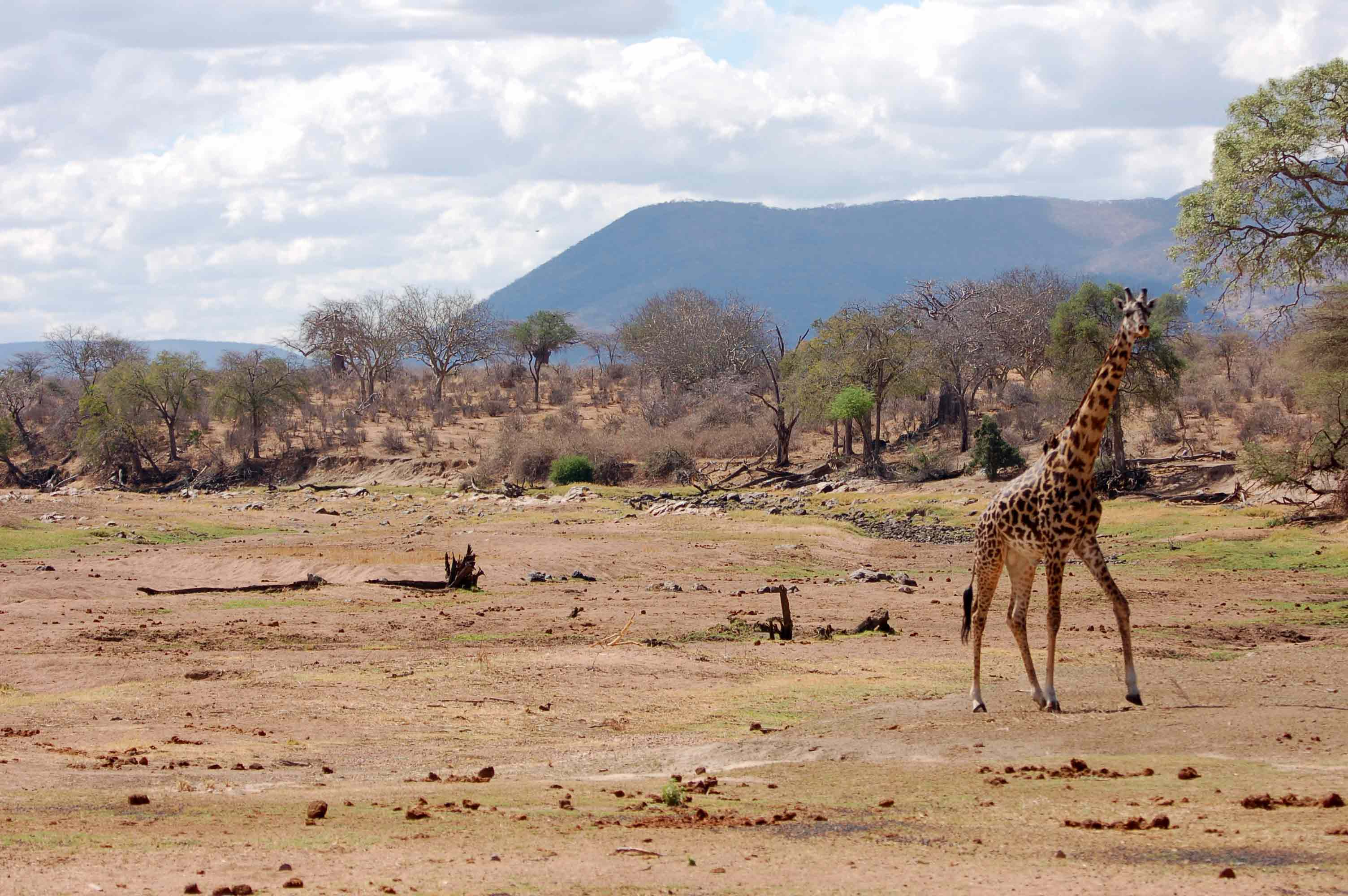
Massai-Giraffe im ausgetrockneten Ruaha

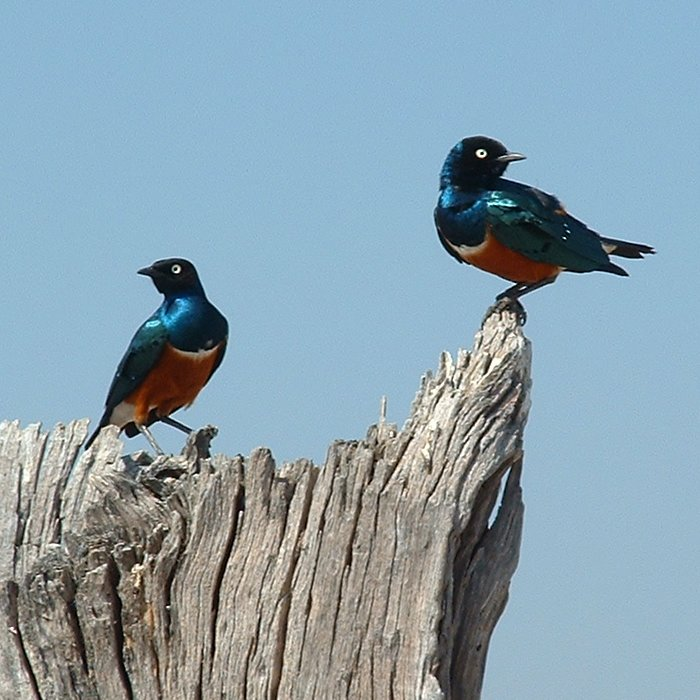
Dreifarben-Glanzstare (Lamprotornis superbus)

## Natur

### Terrain und Flora
Ein Teil des Ruaha-Nationalparks gehört zum Großen Afrikanischen Grabenbruch. Der Park wird durch eine etwa 200 bis 300 m hohe Bruchkante geteilt, über die besonders während der Regenzeit Bäche hinunterschießen. Im südlichen, zugänglichen Teil befindet sich ein Tal, im Norden liegt ein Plateau mit bis zu 1.800 m hohen Bergen. Im Nordwesten bildet der Fluss Mzombe die Parkgrenze.
Die Flora des Parks ist durchaus schützenswert, denn im Ruaha-Nationalpark wachsen um die 1.400 Pflanzenarten, beispielsweise aus den Gattungen Brachystegia, Commiphora und Combretum. Dies sind deutlich mehr als beispielsweise im Serengeti-Nationalpark, wo lediglich 600 Pflanzenarten vorkommen. Am Fluss entlang stehen teils sehr große Anabäume, deren Samen gerne von Elefanten gefressen werden. Der Ruaha-Nationalpark besteht vornehmlich aus dem für Tansania charakteristischen, rauen, semi-ariden Buschland. Er liegt auf dem Übergang zwischen ostafrikanischer Akaziensavanne und dem Miombo-Waldgürtel des südlichen Afrikas; diesem Umstand verdankt Ruaha auch die große Vielfalt von Antilopen. Durch Waldbrände, die häufig von Wilderern verursacht werden, und die Aktivitäten der Elefanten, welche die Bestände des Affenbrotbaums verringern, ist die Vegetation einer steten Veränderung unterworfen.

### Wildbestände
Ruaha ist bekannt für seine besonders große Elefantenpopulation; aktuell durchstreifen etwa 10.000 Tiere den Park. Das Verhalten der Elefanten wird durch die wechselnden Klimabedingungen beeinflusst. Die zu Anfang der Regenzeit gebildeten Gruppen aus mehreren Familien lösen sich während der Trockenzeit auf, wenn die Tiere auf Futtersuche durch den ganzen Nationalpark ziehen. Durch die Einschränkung der touristischen Nutzung auf den südöstlichen Teil des Parks sind große Land- und Futterreserven für die Elefanten verfügbar. Der Ruaha-Nationalpark ist von Größe, Vegetation und Wasservorkommen her ein gutes Elefantenschutzgebiet, doch aufgrund der Wilderei verringerte sich ihre Zahl von 26.625 im Jahr 1977 auf 14.579 im Jahr 1983, nur ein Jahr später waren es noch 9280 Exemplare. Im ganzen Ruaha-Rungwa-Kizigo-Gebiet sank der Bestand von 43.685 Elefanten im Jahr 1977 auf 21.986 zehn Jahre später und auf 21.000 im darauffolgenden Jahr. Unter dem Aspekt des Elefantenschutzes kann man dieses Gebiet zusammen mit der Katavi-Rukwa-Region zu einem noch größeren Ökosystem zählen.
Ebenso ist der Ruaha-Nationalpark ein wahres Paradies für Ornithologen: Von geschätzten 475 dort lebenden Vogelarten wurden bisher 436 identifiziert. Unter den Standvögeln finden sich verschiedene Arten von Nashornvögeln, Eisvögeln und Nektarvögeln. Auch viele Wandervögel überwintern im Park, beispielsweise der Weißstorch. 
Neben der Rappenantilope und dem vom Aussterben bedrohten Afrikanischen Wildhund leben hier auch viele andere Säugetiere und Reptilien wie Krokodile, Löwen, Leoparden, Geparden, Hyänen, Flusspferde, Büffel in großen Zahlen, Antilopen, Große und Kleine Kudus, Zebras und Giraffen. Das Verbreitungsgebiet der Grant-Gazellen findet hier seinen südlichen Rand. Nashörner wurden hier das letzte Mal 1982 gesichtet; im Park sind sie vermutlich wegen Wilderei ausgerottet.
Es gibt viele Tsetsefliegen im Gebiet des Nationalparks.

## Klima und Gefährdungen
Der Jahresniederschlag beträgt 500 bis 800 mm. Von Juni bis September regnet es fast nie.
Die Wasserstände des Ruaha gehen kontinuierlich zurück.  Früher pflegte der Fluss das ganze Jahr über Wasser zu führen, doch seit 1993 treten in der Trockenzeit regelmäßig Perioden auf, in denen der Fluss völlig austrocknet. Diese Trockenperioden werden zunehmend länger. Als Ursachen vermutet werden bewässerungsintensiver  Reisanbau flussaufwärts und die Zunahme der Viehbestände (intensive Rinderhaltung) im Usangu-Feuchtgebiet, das den Ruaha speist.
1990 wurde die Wilderei als großes Problem für den Elefantenbestand betrachtet, da es bereits große Verluste gab. Die durch Wilderer gelegten Waldbrände gefährdeten die Vegetation.